# بریک دژا جدجه
بریک دژا جدجه (انگلیسی: Brice Dja Djédjé؛ زاده ۲۳ دسامبر ۱۹۹۰) یک بازیکن فوتبال اهل فرانسه است.